# Bartl Gensbichler
Bartholomäus („Bartl“) Gensbichler (* 9. September 1956 in Hinterglemm) ist ein ehemaliger österreichischer Skirennläufer. Er wurde 1974 Junioreneuropameister in der Abfahrt, gewann ein Weltcuprennen und drei Europacuprennen.

## Biografie
Seine ersten großen Erfolge feierte Gensbichler bei den Junioreneuropameisterschaften 1974 im tschechoslowakischen Jasná. Er siegte in der Abfahrt und wurde jeweils Zweiter im Slalom und im Riesenslalom. Im selben Winter holte er auch im Europacup die ersten Punkte, ein Jahr später kam er im Slalom von Sauze d’Oulx erstmals auf das Podest.
Den ersten Europacupsieg feierte Gensbichler in der Saison 1975/76 im Slalom von Haus. Mit weiteren zwei Podestplätzen kam er auf den siebenten Gesamtrang und auf den dritten Platz in der Abfahrtswertung. Im Weltcup holte er am 25. Jänner 1976 mit Rang acht in der Kombination von Kitzbühel seine ersten Punkte. Im selben Winter wurde er auch Österreichischer Vizemeister im Slalom. In den nächsten Jahren war der Salzburger vor allem in der Abfahrt erfolgreich.
Im Winter 1976/77 gewann Gensbichler die zweite Europacupabfahrt von Laax, nachdem er bei der ersten bereits den zweiten Platz belegt hatte. Damit kam er hinter Günter Alster auf den zweiten Rang in der Abfahrtswertung. Im Weltcup belegte der Salzburger in der Saison 1976/77 in Garmisch-Partenkirchen und in der ersten Abfahrt beim Saisonfinale in Heavenly Valley jeweils den neunten Rang. Die zweite Abfahrt in dem kalifornischen Skigebiet konnte er sehr überraschend für sich entscheiden.
In der folgenden Weltcupsaison konnte Gensbichler diesen Erfolg nicht wiederholen. Ein fünfter Platz in Cortina d’Ampezzo und ein sechster Platz in Laax waren seine besten Ergebnisse. Erfolgreicher war er im Europacup, in dem er in den beiden Abfahrten von Haus den ersten und zweiten Platz belegte.
Im Winter 1978/79 erlitt Gensbichler eine schwere Knieverletzung, weshalb er schließlich seine Karriere beenden musste. Nach seiner aktiven Zeit übernahm er die Ski- und Snowboardschule in Saalbach-Hinterglemm, die er bis heute leitet. Seit 1983 ist er mit der Gruppe „Bartl Gensbichler und seine Skilehrermusi“ auch musikalisch erfolgreich. 2011 wurde Gensbichler zum Präsidenten des Salzburger Landesskiverbandes gewählt.

## Erfolge

### Weltcup
- Ein Sieg (Abfahrt in Heavenly Valley am 13. März 1977), weitere fünfmal unter den besten zehn

### Europacup
- Saison 1975/76: 7. Gesamtwertung, 3. Abfahrt
- Saison 1976/77: 2. Abfahrt
- Saison 1977/78: 6. Abfahrt
- Drei Siege, dreimal Zweiter, zweimal Dritter

### Junioreneuropameisterschaften
- Jasná 1974: 1. Abfahrt, 2. Slalom, 2. Riesenslalom